# Dongen
Dongen és un municipi de la província del Brabant del Nord, al sud dels Països Baixos. L'1 de gener del 2009 tenia 25.360 habitants repartits sobre una superfície de 29,72 km² (dels quals 0,4 km² corresponen a aigua). Limita al nord amb Geertruidenberg i Waalwijk, a l'oest amb Oosterhout, a l'est amb Loon op Zand i al sud amb Gilze en Rijen i Tilburg.

## Centres de població
- Dongen (22.270 h)
- 's Gravenmoer (2.220 h)
- Vaart (500)
- Klein-Dongen (220)

## Ajuntament
- VPD - 5 regidors
- CDA - 4 regidors
- PvdA - 4 regidors
- SP - 4 regidors
- VVD - 2 regidors
- Podi Democràtic - 2 regidors